# Iso Palosaari (ö i Finland, Päijänne-Tavastland, Lahtis, lat 61,24, long 26,12)
Iso Palosaari är en ö i Finland. Den ligger i sjön Konnivesi och i kommunen Heinola i den ekonomiska regionen  Lahtis ekonomiska region  och landskapet Päijänne-Tavastland, i den södra delen av landet, 140 km nordost om huvudstaden Helsingfors. Öns area är 3,7 hektar och dess största längd är 360 meter i sydöst-nordvästlig riktning.